# Richard Boczkowski
Richard Boczkowski (* 18. Mai 1953 in Schwarzenofen, Polen) ist ein ehemaliger deutscher Handballnationalspieler. Zu seiner aktiven Zeit spielte er am Kreis.

## Karriere
Richard Boczkowski gewann den Titel der bezirksbesten Schülermannschaft mit der SG Rechtenbach.  Später spielte er in der Handball-Bundesliga beim TV Hüttenberg und beim TuS Nettelstedt.
Von 1974 bis 1978 erzielte er in 29 Länderspielen für Deutschland 27 Tore. Sein erstes Länderspiel bestritt er am 27. Oktober 1974 in Möhlin gegen die Schweiz. 1978 war er im Nationalmannschaftsaufgebot, das später Weltmeister wurde.
Obwohl er nur als Ersatzspieler an der Weltmeisterschaft teilnahm und nicht eingesetzt wurde, erhielt er nicht nur, wie alle anderen Mannschaftsmitglieder auch, den Weltmeistertitel, sondern auch das Silberne Lorbeerblatt.

## Trainer
1986 wurde er Trainer der A-Jugend des TV Lützellinden, mit der er Nordhessenmeister (Meister der Oberliga Nord) wurde.

## Sonstiges
Boczkowski ist als Verwaltungsangestellter bei der Stadt Wetzlar beschäftigt.